# Catasetum deltoideum
Catasetum deltoideum är en orkidéart som först beskrevs av John Lindley, och fick sitt nu gällande namn av Pierre Auguste Victor Mutel. Catasetum deltoideum ingår i släktet Catasetum och familjen orkidéer. Inga underarter finns listade i Catalogue of Life.

## Bildgalleri

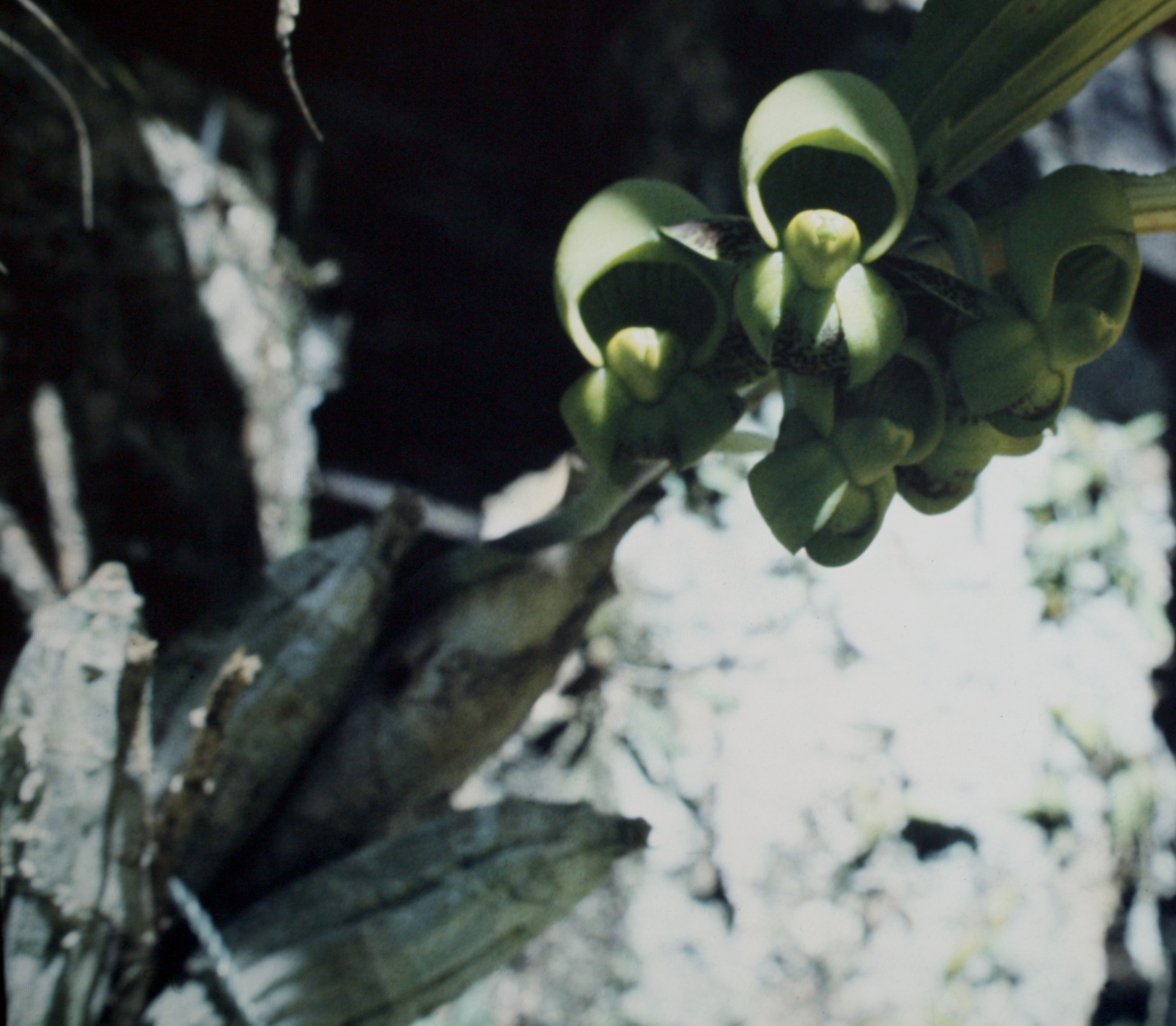
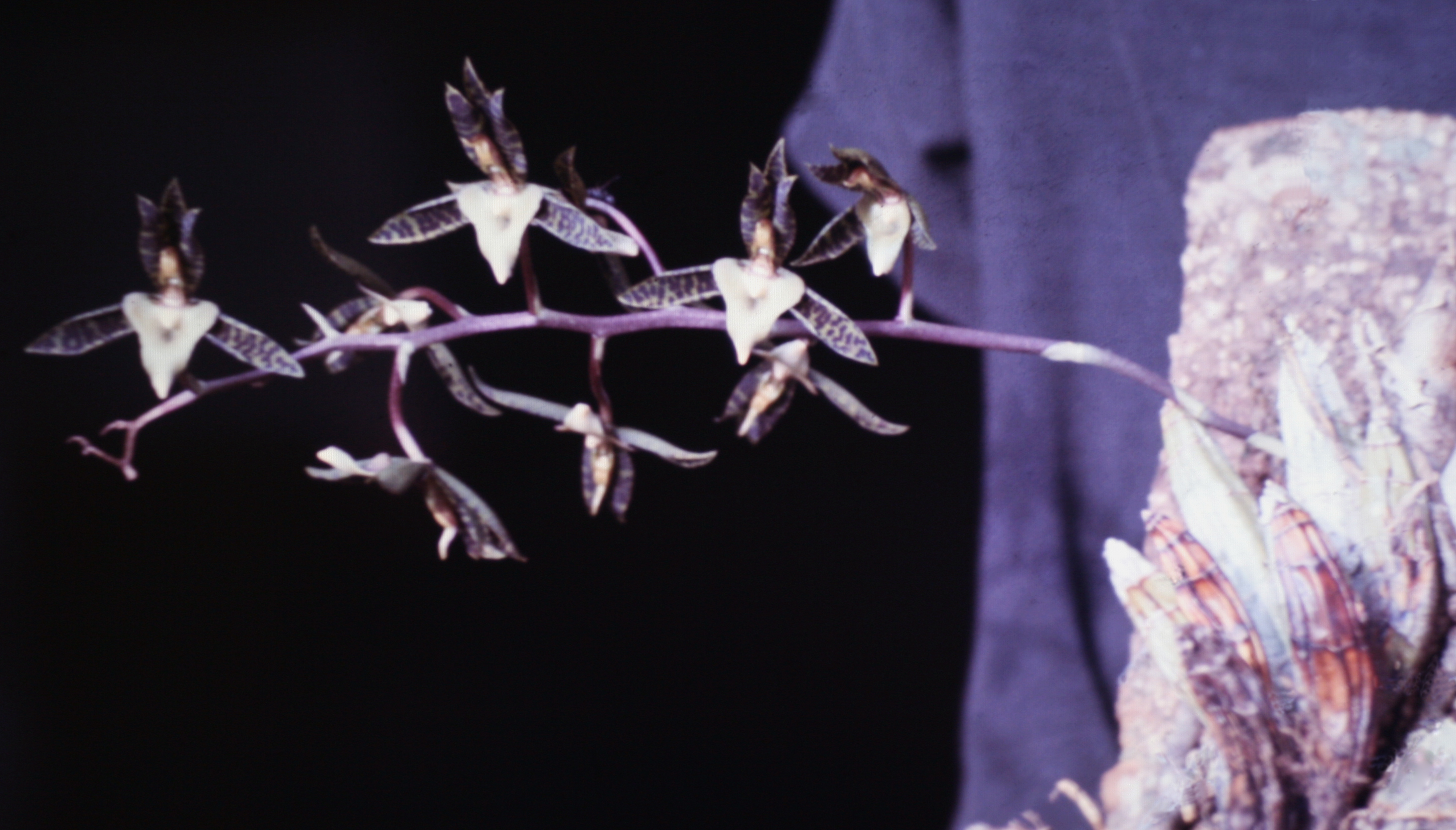
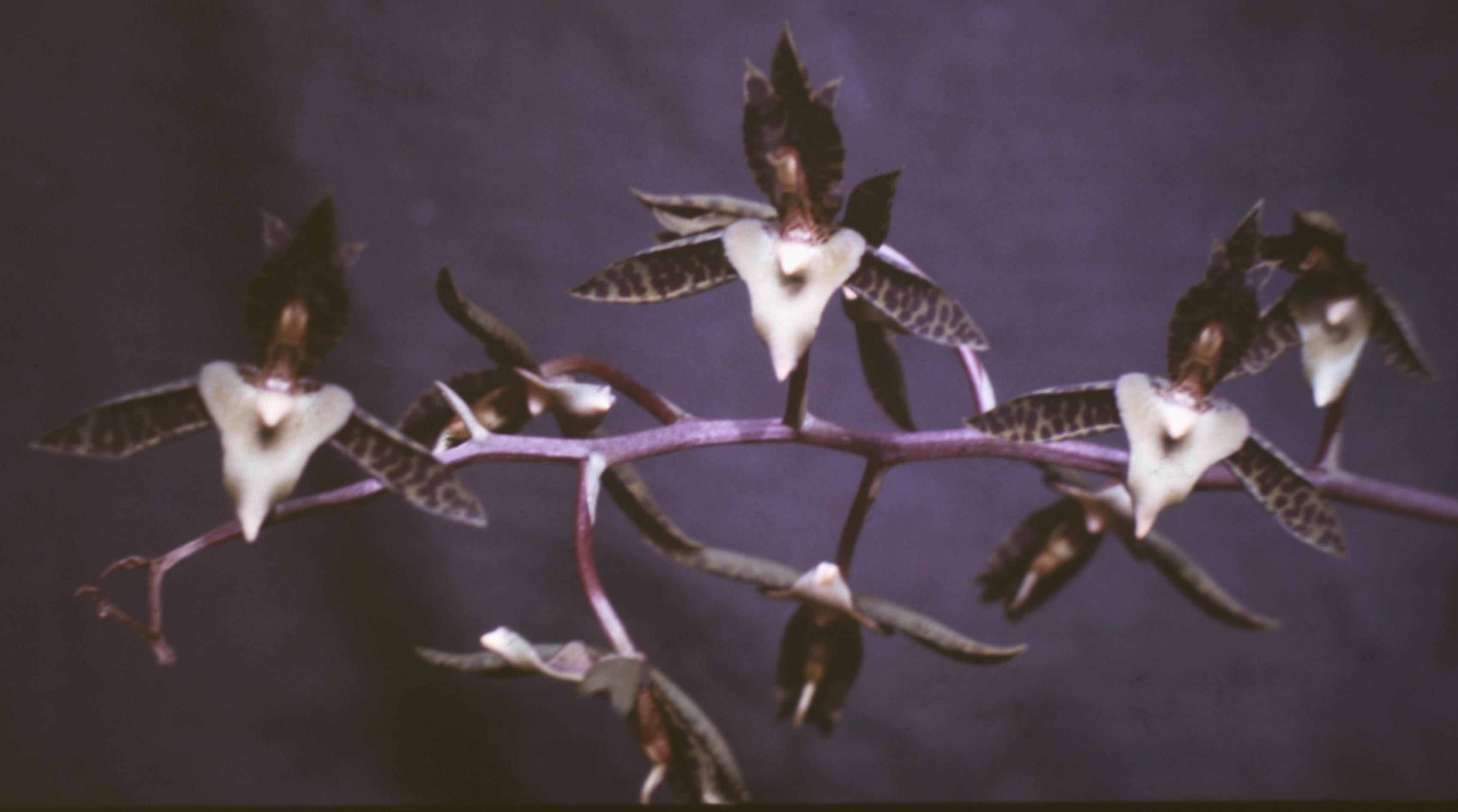
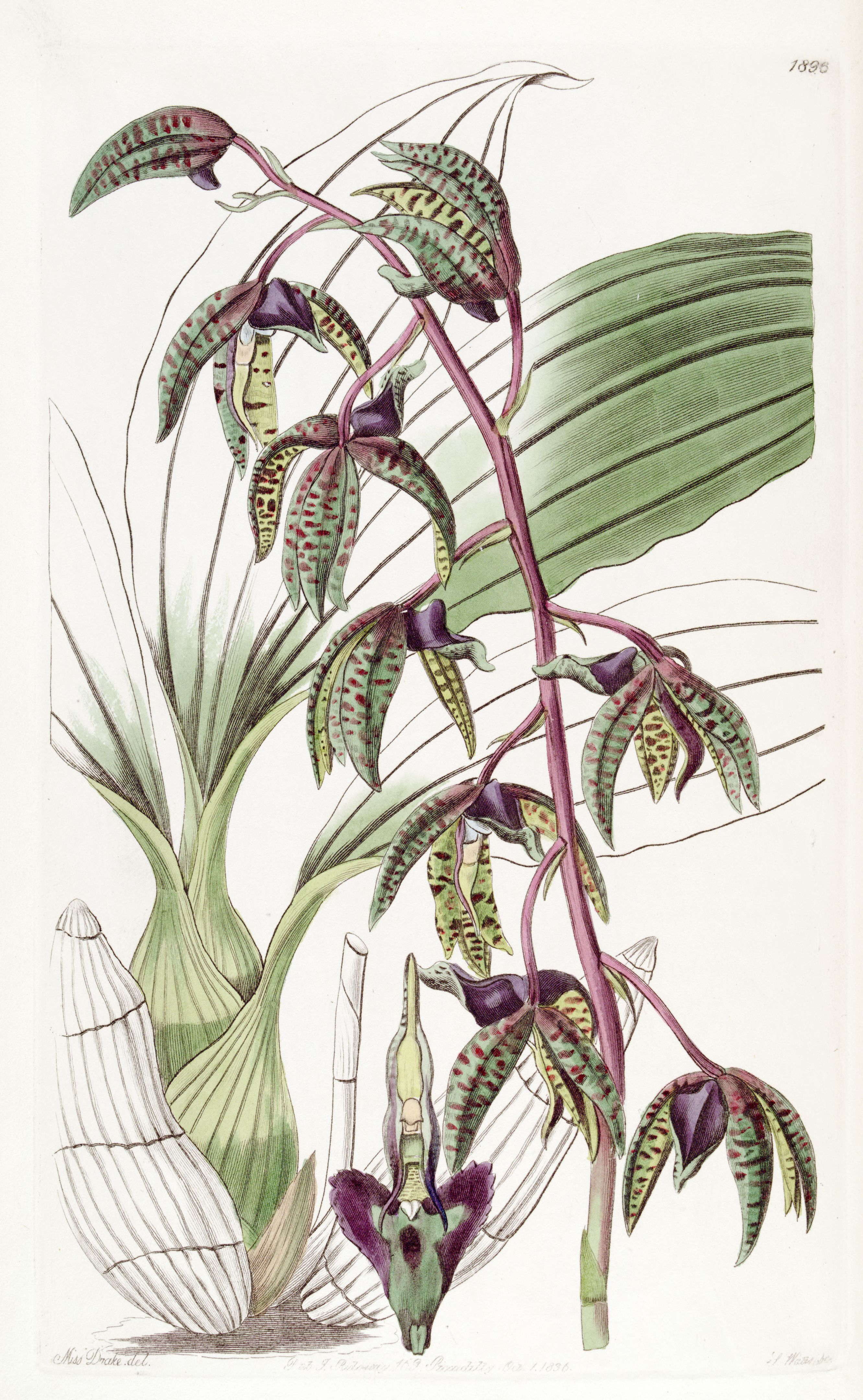
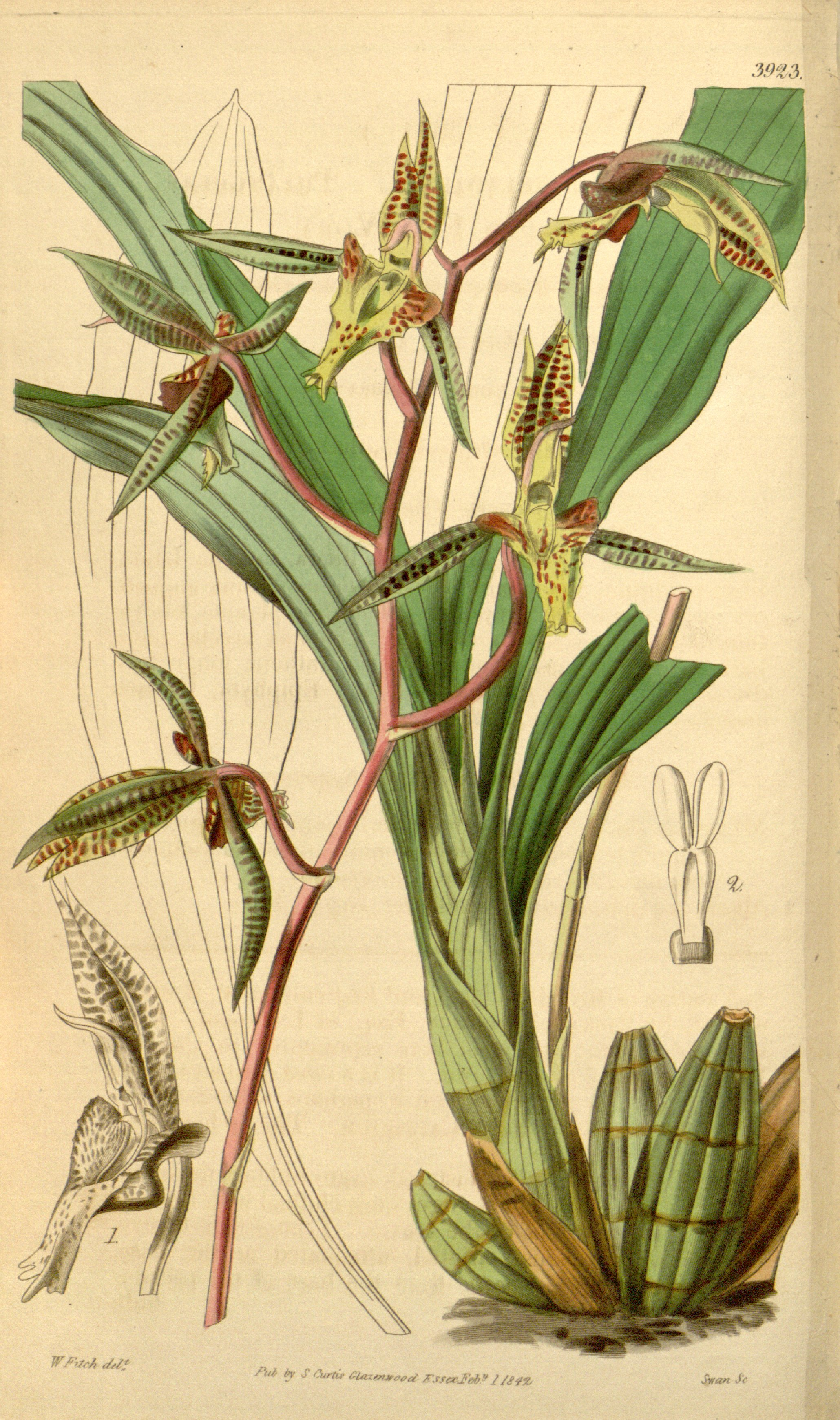